# حاموش سرسكي
عنابية قرية سوريّة تتبع إداريّاً لمحافظة طرطوس منطقة طرطوس ناحية مركز طرطوس، بلغ تعداد سكانها ؟؟؟ نسمة حسب التعداد السكاني لعام 2004.